# پایگاه هوایی سن روئیدان
پایگاه هوایی سن روئیدان (به انگلیسی: Sint-Truiden Air Base) (به زبان بومی: Luchtmachtbasis Sint Truiden) یک فرودگاه است که یک باند فرود آسفالت دارد و طول باند آن ۱۱۹۹ متر است. این فرودگاه در کشور بلژیک قرار دارد و در ارتفاع ۷۵ متری از سطح دریا واقع شده است.